# 細野正文

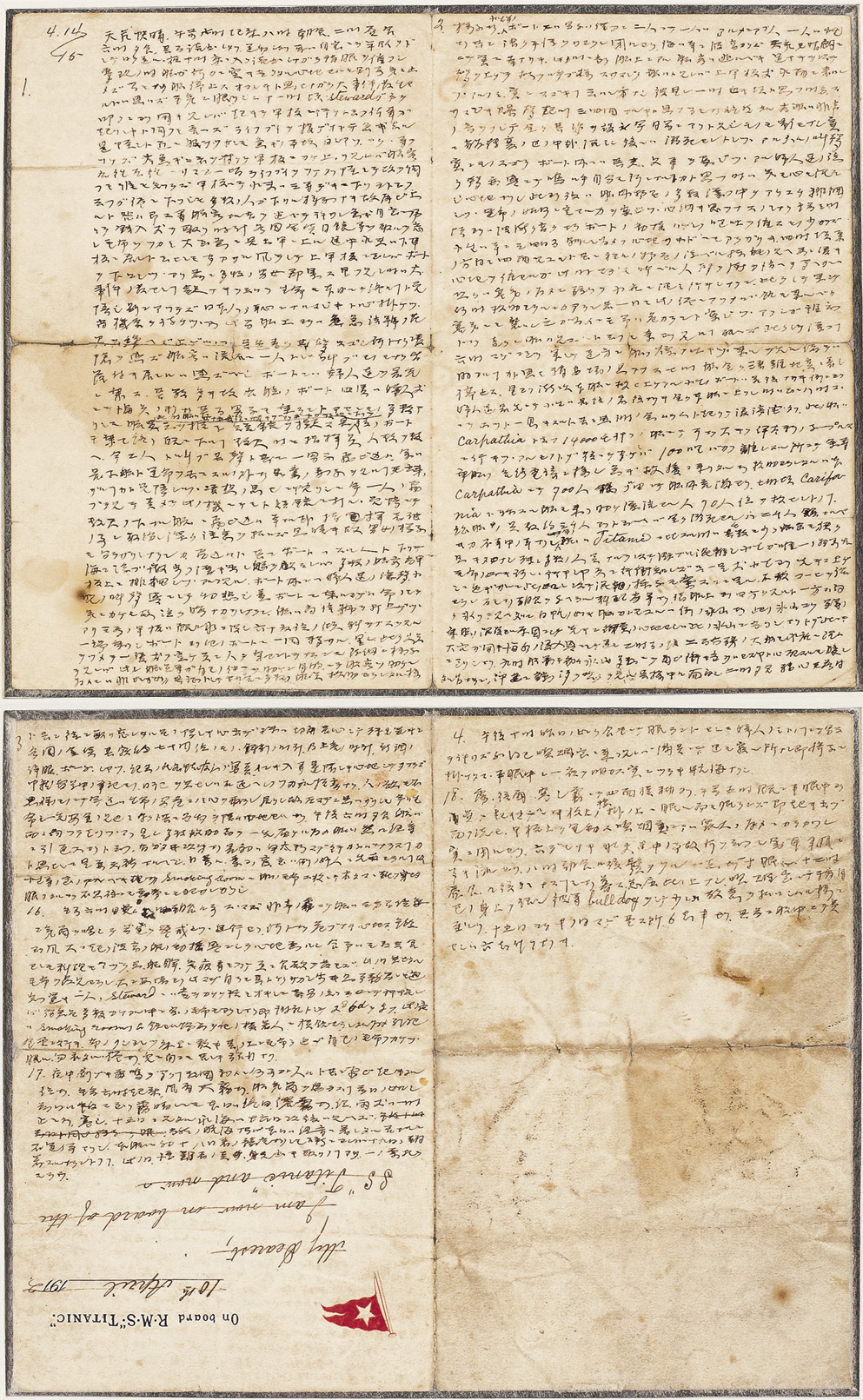
细野正文日记

細野正文（日语：／ Hosono Masabumi，1870年11月8日—1939年3月14日），為日本明治時期的鐵道官僚，鐵達尼號上的生還者之一且是唯一的日本籍乘客。孫子是知名的音樂家細野晴臣。

## 簡歷
- 1870年 - 生於新潟縣中頸城郡保倉村（現上越市）。
- 1896年 - 畢業於東京高等商業學校（現一橋大學）。進入三菱財閥工作。
- 1897年 - 辭去在三菱的職務，改進入遞信省、在新橋站進行物流工作。
- 1906年 - 於東京外語學校（現東京外國語大學）主修俄語。
- 1907年 - 主事於帝國鐵道廳經理部調查科。
- 1908年 - 主事於鐵道院。
- 1910年 - 擔任鐵道院副參事，並赴俄國留學一年。
- 1912年 - 以鐵道院在外研究員身分搭乘鐵達尼號二等艙，並在海難中生還。[1]
- 1913年 - 被免除鐵道院副參事。
- 1925年 - 以鐵道事務官身分退休。之後任職於岩倉鐵道學校（現岩倉高等学校）。
- 1939年 - 去世。

## 鐵達尼號事故的誤報及名譽恢復
當時在海難發生時，婦孺救援結束後因為情況逐漸混亂，開始加速讓甲板上的所有成年人登上救生艇，最後船員喊出10號救生艇還有兩個空缺提供搭乘，馬上在場另外一名男子立刻跳上去，而細野正文看到後也跟著搭乘，他於是因此成為最後一個上船者，但事後被13號救生艇的英國白人乘客誤控其推倒別人強行上船，由此細野正文受到美國和日本民眾的批評與非難而無從辯解。另有一說他在1916年被日本的愛國雜誌簡要地譏諷，至1954年日本方面才出現對其較為明確的批判。
1941年，在細野正文死後，他於鐵達尼號搜救船隻之一的卡柏菲亞號上所寫的遇難經過手記被其後人發現，並於1997年面世。